# Molophilus mawiliri
Molophilus mawiliri là một loài ruồi trong họ Limoniidae. Chúng phân bố ở miền Australasia.